# Corps Gothia Innsbruck
Das Corps Gothia ist eine farbentragende und pflichtschlagende Studentenverbindung In Innsbruck. Es ist das erste Corps aus Österreich, das in den Kösener Senioren-Convents-Verband (KSCV) aufgenommen wurde. Die Mitglieder sind Studenten und Alumni der Innsbrucker Hochschulen. Sie werden als Gothen bezeichnet. Besondere Bekanntheit erlangte es durch den Fall Max Ghezze.

## Couleur, Wappen und Sprüche
Die Mitglieder des Corps Gothia tragen die Farben enzianblau–weiß–alpenrosenrot mit silberner Perkussion. Dazu werden eine blaue Studentenmütze und von den aktiven Corpsmitgliedern eine blaue Kneipjacke getragen. Die Füchse tragen das enzianblau–alpenrosenrote Fuchsenband.
Der Wahlspruch des Corps lautet Frei und treu! Der Waffenspruch ist Gladius ultor noster.
Das Wappen des akad. Corps Gothia zeigt im linken unteren Feld das Wappen der Stadt Meran, das auf die Südtiroler Heimat der Corpsstifter verweist.

## Geschichte

### Zeit der k.u.k. Monarchie
Zu Beginn des Wintersemesters 1870 beschloss eine Gruppe junger Meraner Studenten mit ähnlichen Interessen und Vorstellungen, sich eine feste Grundlage zu geben und eine Verbindung zu stiften. Die Stifter aus Südtirol waren der Jurist Atz, der Mediziner Prünster und die fünf Philosophen Sandbichler, Wimmer, Tanzer, Kohl und Pupp.
So entstand am 20. Oktober 1870 in Wilten eine neue akademische Verbindung, die sich zunächst den Namen Walhalla gab. Die neue Verbindung fand bald Anklang in Studentenkreisen; so kamen bereits im Wintersemesters 1870/71 weitere sieben Füchse dazu. Der größte Teil der Aktiven besuchte den Paukboden des Corps Athesia Innsbruck. Im Sommersemester 1871 stieg die erste Mensur zwischen Walhalla und Rhaetia.
Im Wintersemester 1871/72 nahm das Verbindungsleben ausgeprägtere Formen an. Am 16. November 1871 wurden neue Statuten, bestehend aus 24 Paragraphen, angenommen. Als Verbindungsfarben wurden violett–silber–schwarz festgesetzt, mit braunen Mützen, der Wahlspruch lautete Frei und Treu. Zweck der Verbindung war laut Statuten "(…) studentische Interessen zu wahren, den Fortschritt zu befördern und innige Kameradschaftlichkeit zu pflegen." Die Verbindung als solche nahm die Verpflichtung zum Schlagen von Mensuren noch nicht an, verpflichtete jedoch jedes Mitglied, seine Ehre zu wahren und dafür zu sorgen, dass die Ehre der Verbindung keinen Schaden erleidet.
Am 15. Dezember 1871 nahm die Verbindung die Farben enzianblau–weiß–rot und enzianblaue Mützen an. Am 11. Januar 1872 wurde die unbedingte Satisfaktion eingeführt. Am 8. März 1872 konstituierte sich die Walhalla schließlich als Corps.

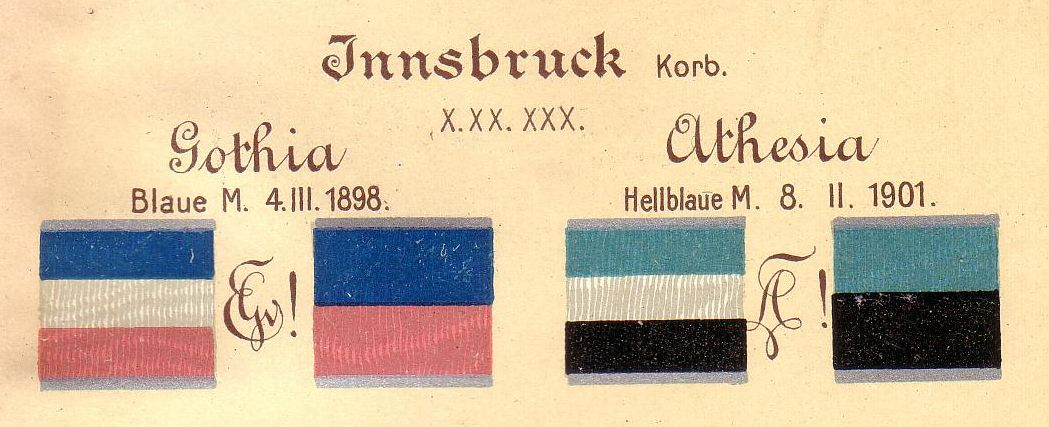
Der erste österreichische SC im KSCV

Um ein engeres Verhältnis zu den beiden älteren Innsbrucker Corps zu schaffen, wurde ein SC-Verhältnis eingegangen und der SC-Comment gegenseitig garantiert. Am 16. Mai 1872 nahm das Corps den Namen „Gothia“ an. Neue Statuten wurden ausgearbeitet und am 15. Oktober 1873 endgültig angenommen. In diesen waren alle jene Änderungen vorgenommen worden, die die Corpserklärung notwendig gemacht hatte. „Der Verein führt den Namen Gothia und ist akademisches Corps, dem als solchen politische und religiöse Bestrebungen fremd sind.“
1875, nach einem Zusammenstoß zwischen Mitgliedern des Senioren-Convents und der Verbindung Voralbergia, der Vorläuferin der Burschenschaft Suevia, bei dem es auch zu Tätlichkeiten gekommen war, wurde Gothia mit dem Corps Athesia von der Statthalterei aufgelöst.

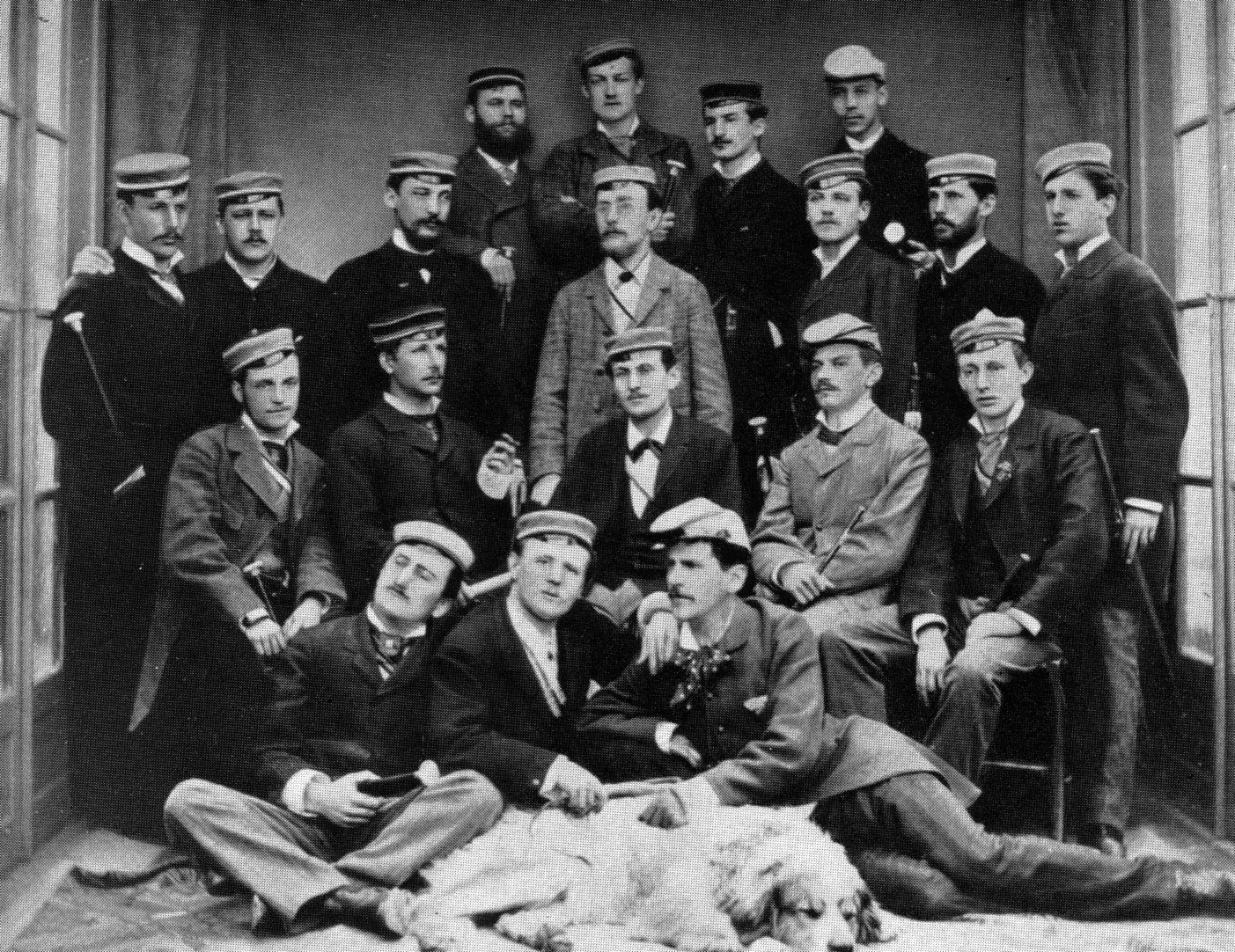
Melker Congress 1881

Gothia bestand im Geheimen jedoch weiter bis zur Rekonstitution am 2. August 1876. Gegen Ende der 1880er Jahre wurde die Lage, wie für die Corps in Österreich überhaupt, für Gothia schwieriger. Der Melker S.C.-Verband, die Vereinigung der österreichischen Corps unter dem Goten Theodor Christomannos, hatte sich wieder aufgelöst. Die burschenschaftlichen Ideen und Strömungen hatten die Studentenschaft der k.u.k. Monarchie erfasst. Gleichzeitig verstärkten sich zudem die Gegensätze zu den katholischen Verbindungen des CV. Diese manifestierten sich u. a durch das Auskundschaften und Denunzieren jeder Schlägerpartie des Corps, was zeitweise einen geregelten Mensurbetrieb zu vereiteln drohte.
Immer heftiger und energischer wurden die Angriffe der Burschenschafter, auch in Innsbruck. Die politische Lage zog den akademischen Nachwuchs zu den Burschenschaftern. Die Aktivenzahl des Corps sank von Jahr zu Jahr. So beantragte der Senat im Sommersemester 1891 sogar die Auflösung des Corps, welche allerdings von der Statthalterei abgelehnt wurde. Die Corpsverhältnisse der anderen österreichischen Hochschulen waren ebenfalls schlecht, so dass auch von einem Zusammenschluss mit den wenigen verbliebenen Corps nichts zu hoffen war. Demgemäß kam in den Corpskreisen der Gedanke auf, eine feste Stütze in dem Anschluss an einen mächtigen Verband zu suchen: Den Kösener Senioren-Convents-Verband (KSCV). Beim 25-jährigen Stiftungsfest wurde am 19. Oktober 1895 der Beschluss gefasst, um Aufnahme in den KSCV nachzusuchen. Nach Überwindung vieler Schwierigkeiten gelang am 4. März 1898 dem Corps unter Führung von Theodor Christomannos die Aufnahme in den Verband. Unter der Schirmherrschaft des SC zu München, speziell des Corps Suevia München, fochten die Goten ihre 12 Anerkennungspartien vor dem SC. Schon am nächsten Kösener Congress im Jahre 1898 nach der Aufnahme Gothias in den KSCV wurde dem CC der Gothia Sitz- und Stimmrecht bewilligt. Gothia war somit das erste Corps aus Österreich, das in den Kösener Senioren-Convents-Verband aufgenommen worden war.
Diese Aufnahme in den zweitältesten Dachverband aller deutschen Studentenverbindungen stellte einen neuen Abschnitt in der Geschichte des Corps dar. Mit einem Schlag trat Gothia in gänzlich neue Verhältnisse ein. Viele Semester war es fast unmöglich, die zum Aufrechterhalten der Gothia notwendigen drei Corpsburschen zusammenzubringen. Neue Statuten mussten geschaffen werden, was auch im Jahre 1900 geschah. Am 2. Mai 1904 musste die Gothia allerdings aus Mangel an Aktiven suspendieren. Durch Unterstützung des Corps Franconia Tübingen konnte Gothia am 7. Juli 1905 rekonstituiert und eine Reihe von neuen Füchsen aufgenommen werden.
Nach einer langen Prüfungszeit hatte Gothia es soweit gebracht, dass im Jahre 1910 Vertreter des Corps Suevia München, des Corps Thuringia Jena und des Corps Hassia Gießen, drei der größten Corps des schwarzen Kreises, beim 40-jährigen Stiftungsfest anwesend waren. Am 11. November 1911 kam es dann zum Abschluss eines offiziellen Vorstellungsverhältnisses mit Suevia München, während mit Thuringia Jena noch ein inoffizielles Vorstellungsverhältnis bestand.
Der Erste Weltkrieg brachte das traditionelle Studentenleben in Innsbruck zum Erliegen. Mitglieder des Corps Gothia Innsbruck kämpften auf Seiten der Mittelmächte.

### Zeit der Ersten Republik und des Nationalsozialismus

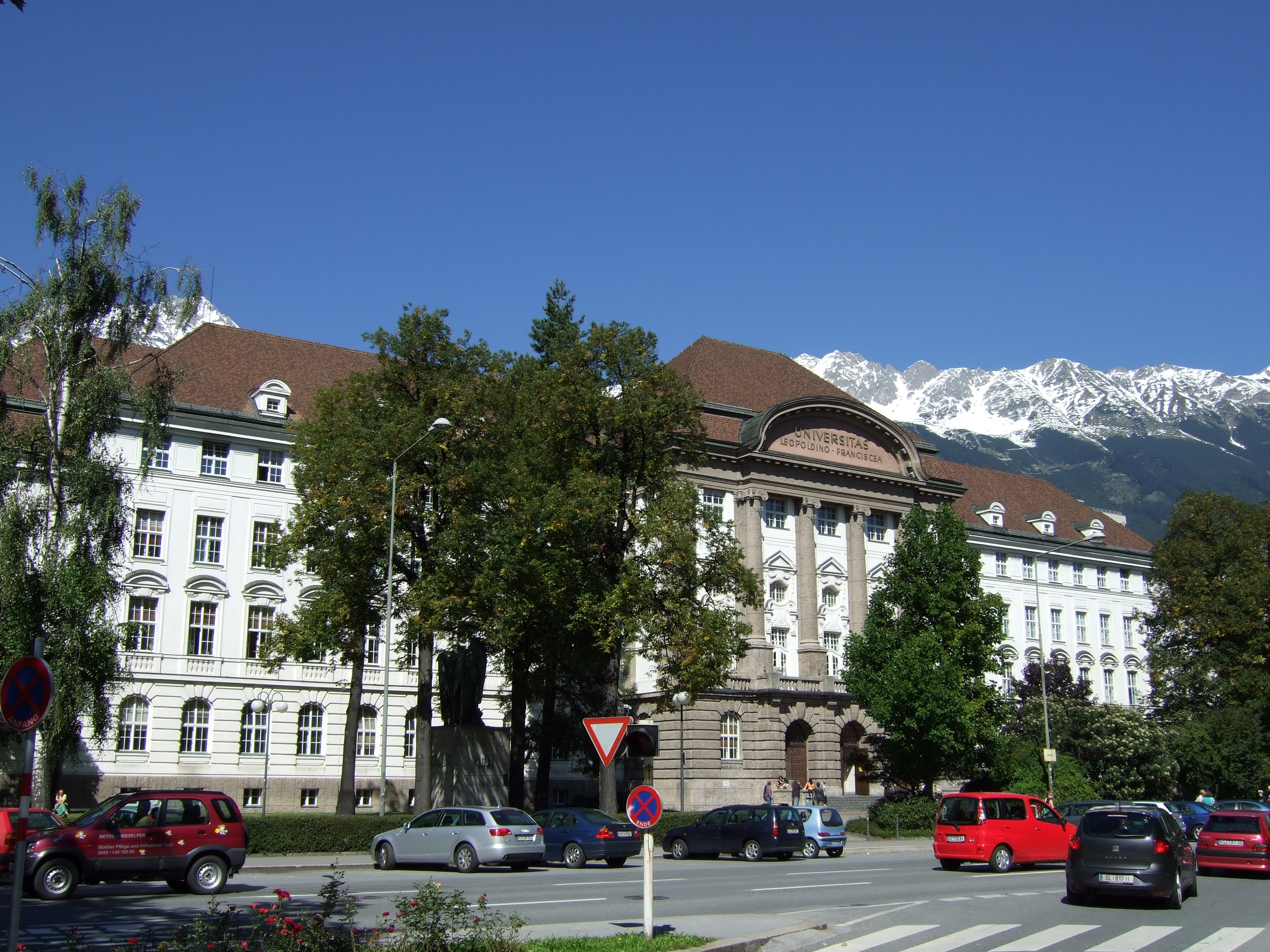
Hauptgebäude der Universität Innsbruck

Als der Tiroler Landtag im April 1921 eine Volksabstimmung im Bundesland Tirol durchführen ließ, bei der sich eine Mehrheit von 98,8 % für den Zusammenschluss Tirols mit Deutschland aussprach, waren es die Aktiven der Gothia, die spontan die Grenzpfähle zu Bayern bei Scharnitz entfernten und als Zeichen der Zugehörigkeit Tirols zu Deutschland nach Innsbruck brachten, um sie durch die Straßen zu tragen und schließlich im Landhaus zu deponieren.
Den Deutsch-Tiroler-Patriotismus der Mitglieder der Gothia missverstehend, suchten studentische Nationalsozialisten die Nähe zum Corps. Die nationalsozialistische Ideologie fand jedoch im Corps mit ihrer konservativ-autoritären Richtung wenig Anklang und man erklärte:

„Man halte nichts von einer Verbrüderung mit Proleten!“

Während in den meisten Innsbrucker Korporationen auch Mitglieder unterer sozialer Schichten Aufnahme fanden, belief sich deren Anteil bei der Gothia nur auf 1,3 %. Eine sozialwissenschaftliche Studie neuerer Zeit ergab, dass sich die Mitglieder des Corps Gothia vorwiegend aus der Oberschicht (43 %) und der oberen Mittelschicht (55,7 %) zusammensetzten und das Corps Gothia somit hinsichtlich der sozialen Herkunft seiner Mitglieder als elitärste Verbindung Tirols angesehen werden konnte. Die Rekrutierung des Nachwuchses nur aus elitäreren Gesellschaftsschichten, verbunden mit der Tatsache, dass die Mitglieder der Gothia aus Südtirol durch die faschistischen Behörden Italiens vermehrt an ihrem Studium in Innsbruck gehindert wurden, führte jedoch zu personellen Problemen des Corps in der Zeit der Ersten Republik.
Während nördlich der Alpen das NS-Regime gegen die Studentenverbindungen vorging, waren die österreichischen Studentenverbindungen zunächst noch nicht von der Gleichschaltung betroffen. Im Gegensatz zu den Verbindungen im Deutschen Reich konnten sie im Ständestaat (Österreich) weiterbestehen. Durch den Anschluss Österreichs an das Deutsche Reich im Jahr 1938 kam es allerdings auch zur Einstellung des Corpsbetriebs der Gothia. Der NSDStB stellte die Innsbrucker Korporationen vor die Wahl, entweder den Betrieb ganz einzustellen, oder in der Form einer Kameradschaft des Nationalsozialistischen Deutschen Studentenbundes weiterzubestehen.
Die Gothia entschloss sich zu letzterem; da aber nicht jedem Corps eine eigene Kameradschaft zugebilligt wurde, schloss man sich gemeinsam mit dem anderen Tiroler Corps Athesia zu der Kameradschaft Arthur Seeber zusammen. Benannt war diese nach dem Gothen und Nationalsozialisten Arthur Seeber, der beim Juliputsch 1934 in Kärnten getötet wurde. Das dritte Tiroler Corps Rhaetia lehnte den Beitritt zu dieser Kameradschaft ab, weil man ihr keine eigene Kameradschaft zugestand. Als Heim wurde der Kameradschaft das ehemalige Haus der von den Nationalsozialisten aufgelösten katholischen Studentenverbindung KÖHV Leopoldina Innsbruck zugewiesen.

### Zeit der Zweiten Republik
Nach dem Zweiten Weltkrieg konnte unter anderem dank der guten Kontakte der Gothia zu Corps in Deutschland und durch die Mitgliedschaft im Schwarzen Kreis in den fünfziger Jahren schließlich das akademische Corps in seiner alten Form rekonstituiert werden. In der Folgezeit konnte das Corps zudem durch das Engagement und die Spendenbereitschaft seiner Mitglieder eine eigene Villa direkt am Inn erwerben.
2010 feierte Gothia mit sämtlichen Verhältniscorps und Gästen aus ganz Europa sein 140. Stiftungsfest in Innsbruck.
Zurzeit sind im Corps Gothia circa 100 Mitglieder mit südafrikanischer, kolumbianischer, ungarischer, polnischer, schweizerischer, italienischer, deutscher und österreichischer Staatsangehörigkeit.

## Gothenmarsch
Der österreich-tschechische Komponist Karl Komzák widmete dem Corps während seiner Zeit als Kapellmeister beim k.u.k. Landwehr-Infanterieregiment Nr. 7 Baron Maroicic in Innsbruck einen eigenen Marsch, Op. 102.

## Vorfall Max Ghezze

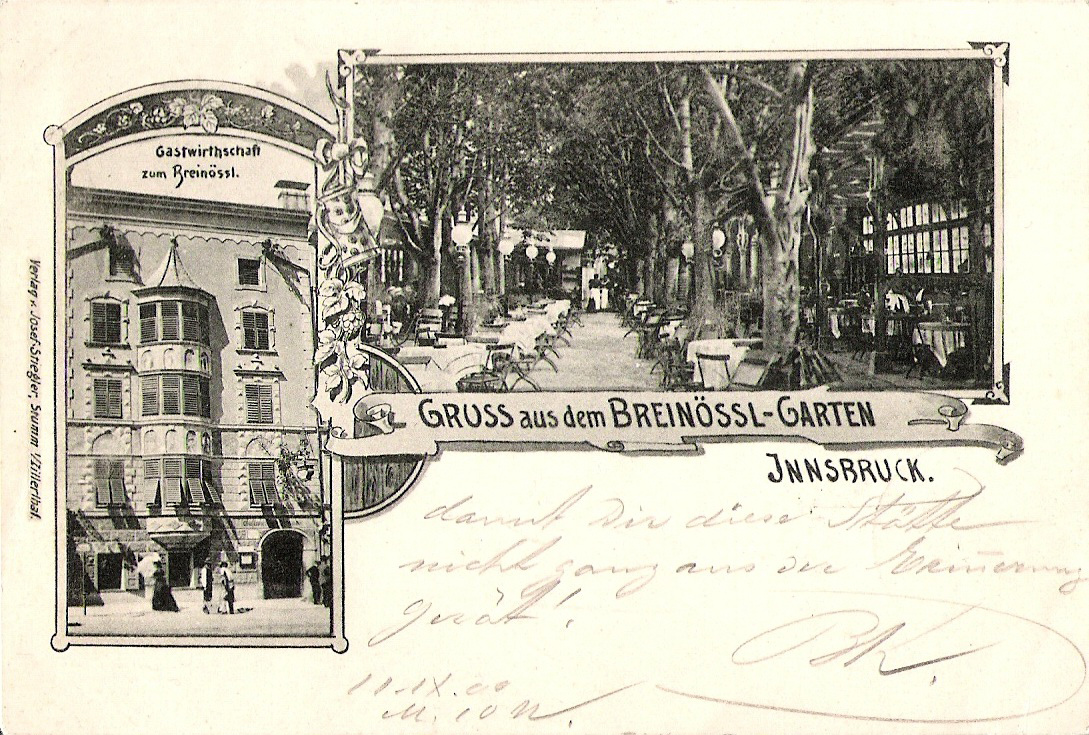
Gasthof Breinössl (1900)

Im November 1912 waren Mitglieder des Corps an einer Schlägerei vor dem Gasthaus Breinössl, der Konstante der Gothia in der Maria-Theresien-Straße, beteiligt, in deren Folge der Medizinstudent Max Ghezze (Mitglied der katholischen Studentenverbindung AV Raeto-Bavaria Innsbruck im ÖCV) an einer Gehirnerschütterung verstarb. Nach einem Bericht der Czernowitzer Allgemeinen Zeitung sollen sieben Mitglieder des Corps Gothia verhaftet worden sein. Bei den Ermittlungen nach dem für den tödlichen Schlag verantwortlichen Täter wurden insgesamt 14 Studenten verhaftet, die mangels Beweisen aber alle wieder freigelassen werden mussten. Anfang 1913 wurden die Ermittlungen ergebnislos eingestellt.
Ghezzes Tod führte zu Protesten von Vertretern des katholischen Österreichs gegen die schlagend-liberale Studentenschaft. Einige katholisch geprägte Studentenhistoriker stellen bei diesem Vorfall einen Zusammenhang zum Akademischen Kulturkampf her.

## Verhältnisse

### Kartellcorps
- Bavaria Würzburg (1955 aus einem seit 1920 bestehenden Freundschaftsverhältnis geschlossen)

### Befreundete Corps
- Alemannia Wien (seit 1874)
- Suevia München (seit 1912)
- Suevia Straßburg zu Marburg (seit 1921)
- Thuringia Jena (seit 1930)
- Franconia Tübingen (seit 1954)
- Hassia-Gießen (seit 1959)
- Baruthia (seit 1962)
- Normannia Berlin (seit 1979)
- Vandalia Graz (seit 1980)
- Montania Leoben (seit 1980)
- Brunsviga Göttingen (seit 1995)

## Bekannte Mitglieder
In alphabetischer Reihenfolge
- Edwin Albrich (1910–1976), Österreichischer Internist, Dozent für Innere Medizin an der Universität Wien, Mitglied der NSDAP und der SA, zuletzt SA-Hauptsturmführer
- Anton von Avanzini (1890–1969), Bürgermeister von Wörgl, Politiker (WV, Wirtschaftliche Vereinigung)
- Rolf Böger (1908–1995), Abgeordneter des Deutschen Bundestages, Politiker (FDP, Freie Demokratische Partei), Mitglied der NSDAP
- Otto Carstens (* 1981), Politiker (CDU), Staatssekretär im Ministerium für Justiz und Gesundheit des Landes Schleswig-Holstein
- Theodor Christomannos (1854–1911), Richter und Rechtsanwalt, Abgeordneter des Tiroler Landtages, Politiker (DFP, Deutschfreiheitliche Partei), Pionier des Fremdenverkehrs in Südtirol
- Max Clara (1899–1966), Professor für Medizin an den Universitäten Leipzig, München und Istanbul, Erstbeschreiber der ehemals nach ihm benannten Clara-Zelle (Club-Zelle) (umbenannt wegen Aktivitäten in der NSDAP)
- Hermann Foppa (1882–1959), Politiker (GDVP, Großdeutsche Volkspartei), Vizepräsident des Österreichischen Nationalrats, danach NSDAP-Abgeordneter im Deutschen Reichstag
- Josef Froewis (1904–1971), Professor für Gynäkologie an der Universität Wien
- Carl Hochstöger (1930–2003), Präsident der Tiroler Apothekerkammer
- Karl Hochstöger (1901–1987), kommissarischer Bezirkshauptmann von Landeck und SS-Unterscharführer
- Herbert Hummel (1907–1944), deutscher Verwaltungsjurist und Mitglied der NSDAP und SA, zuletzt SA-Sturmbannführer.
- Artur Köllensperger (1884–1946), Richter am Obersten Gerichtshof in Wien und am Reichsgericht in Leipzig
- Fritz Kopatschek († 1943), Professor für Chemie an der Universität La Plata
- Ludwig Lantschner (1826–1913), Professor für Medizin an der Universität Innsbruck
- Sylvio Lazzari (1857–1944), Komponist
- Alexander Erwin Merlet (1886–1939), Kunstmaler und Bergsteiger
- Eduard Mirow (1911–1999), deutscher Diplomat im Dritten Reich und in der Bundesrepublik Deutschland, Mitglied der NSDAP, der SA und der SS
- Alfred Poell (1867–1929), Frauenarzt und Kunstmaler
- Alfred Poell (1900–1968), HNO-Arzt, Kammersänger an der Wiener Staatsoper
- Hubert Prachensky (1916–2009), Architekt
- Hermann Rink (* 1935), Professor für Strahlenbiologie an der Universität Bonn
- Julius von Roschmann-Hörburg (1852–1921), Professor für Ökonomie und Rektor der Universität Czernowitz, Abgeordneter des Reichsrats, Politiker (DVP, Deutsche Volkspartei)
- Anton Schöpfer (1877–1960), Generaldirektor der Österreichischen Bundesbahnen und Landesparteiobmann in Tirol, Politiker (FPÖ, Freiheitliche Partei Österreichs)
- Alfons Schuchter († 1934), Bezirkshauptmann der Statthalterei Tirol
- Fritz Schuler (* 1944), Vizepräsident des Vorarlberger Landtages, Politiker (FPÖ, Freiheitliche Partei Österreichs)
- Wilhelm Tochtermann (1912–1974), Arzt, Psychotherapeut und Lyriker
- Franz Torggler (1857–1942), Professor für Gynäkologie in Klagenfurt
- Helmut Wachter (1929–2012), Professor für Medizin an der Universität Innsbruck
- Theodor von der Wense (1904–1977), Professor für Medizin und Rektor der Universität Innsbruck